# Buddhayaśas
Buddhayaśas (cinese: 佛陀耶舍, Fótuóyéshè; giapponese: Buddayasha; coreano: 불타야사, Pult'ayasa; vietnamita:  Phật đà da xá; fl. IV-V secolo) è stato un monaco buddhista indiano kashmiro (Kāśmīra, in cinese 罽賓, Jìbīn), uno dei primi prolifici traduttori di testi buddisti dal sanscrito al cinese.
Secondo la tradizione, Buddhayaśas, nato in una famiglia di brāhmaṇa, fu un insigne maestro in patria, rinomato per la conoscenza di milioni di parole di sūtra sia hīnayāna che mahāyāna. 
Fu uno dei maestri di Kumārajīva, che incontrò a Kāshgar dove nel frattempo si era trasferito. Kumārajīva, giunto in Cina nel 401, lo inviterà a raggiungerlo a Chang'an, fatto che avvenne nel 408.
A Chang'an, con l'aiuto del monaco cinese  Zhú Fóniàn (竺佛念, IV-V secolo), Buddhayaśas tradusse il Cāturvargīya-vinaya ("Quadruplici regole della disciplina", 四分律 pinyin: Shìfēnlǜ, giapp. Shibunritsu, è conservato nel Lǜbù), il vinaya della scuola Dharmaguptaka, che diventerà il vinaya di tutte le scuole cinesi e di origine cinese, e il  Dīrghāgama (長阿含經, pinyin: Cháng āhán jīng; giapponese Jō agonkyō, 30 rotoli, proveniente dalla scuola Dharmaguptaka, corrisponde al Digha-nikāya del Canone pāli; al T.D. 1.1.1a-149c).
Nel 412 rientrò nella sua patria di origine, ma la tradizione vuole che abbia continuato lì la sua opera di traduzione nel cinese dei testi buddisti inviando in Cina la sua traduzione dello Ākāśagarbhasūtra.